# Ruffec (Indre)
Ruffec [ʁyfɛk] (auch: Ruffec-le-Château) ist eine französische Gemeinde mit 569 Einwohnern (Stand 1. Januar 2022) im Département Indre in der Region Centre-Val de Loire. Sie gehört zum Arrondissement Le Blanc und zum Kanton Le Blanc.
Nachbargemeinden von Ruffec sind Rosnay im Norden, Ciron im Osten, Chalais im Südosten, Bélâbre im Süden, Mauvières im Südwesten und Le Blanc im Westen.

## Bevölkerungsentwicklung
| Jahr      | 1962 | 1968 | 1975 | 1982 | 1990 | 1999 | 2007 | 2012 | 2018 |
| Einwohner | 670  | 635  | 607  | 519  | 594  | 525  | 635  | 619  | 588  |

## Sehenswürdigkeiten
- Abtei Notre-Dame de la Compassion (12. Jahrhundert, Monument historique)

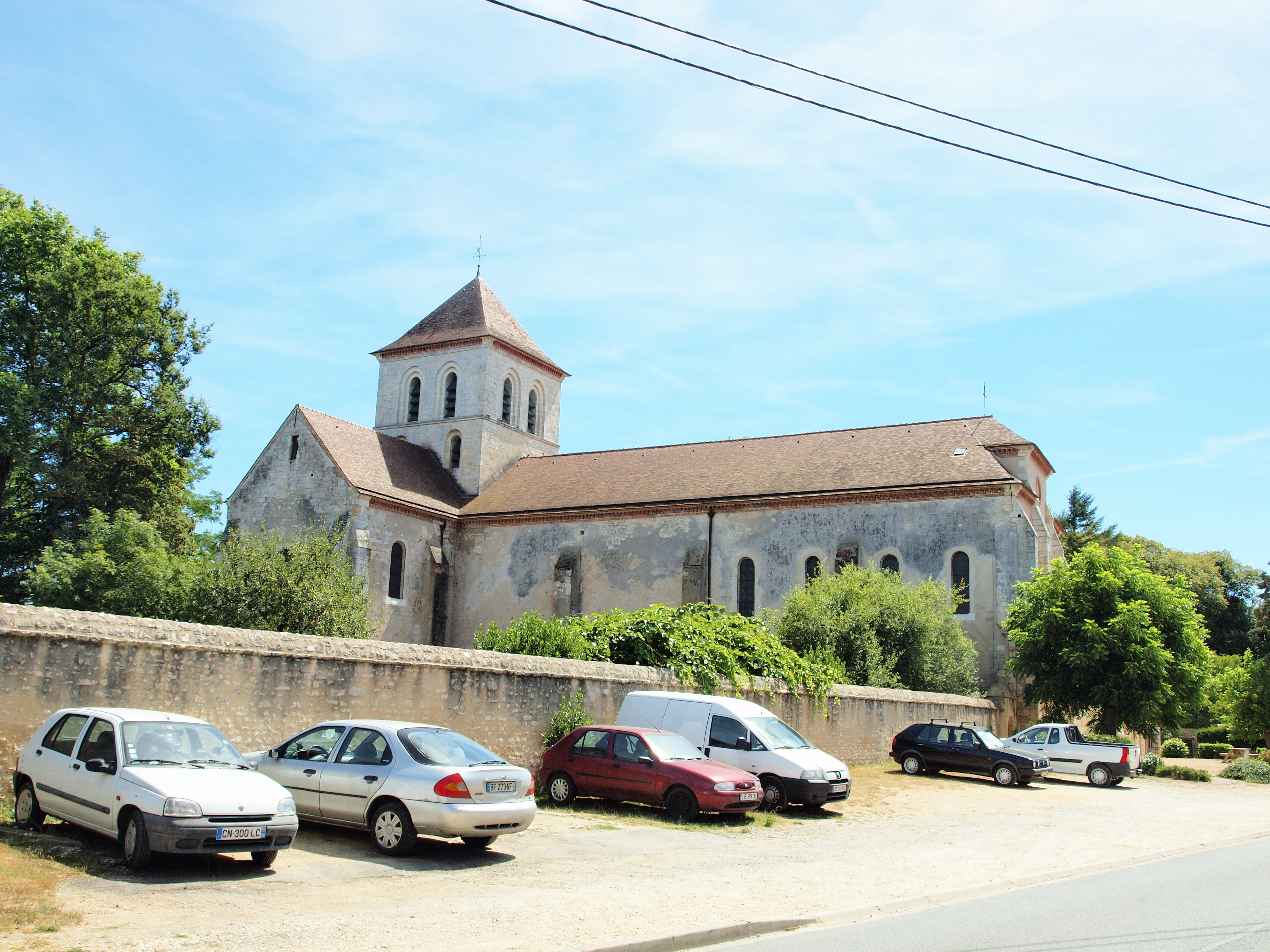
Abteikirche Saint-Martial
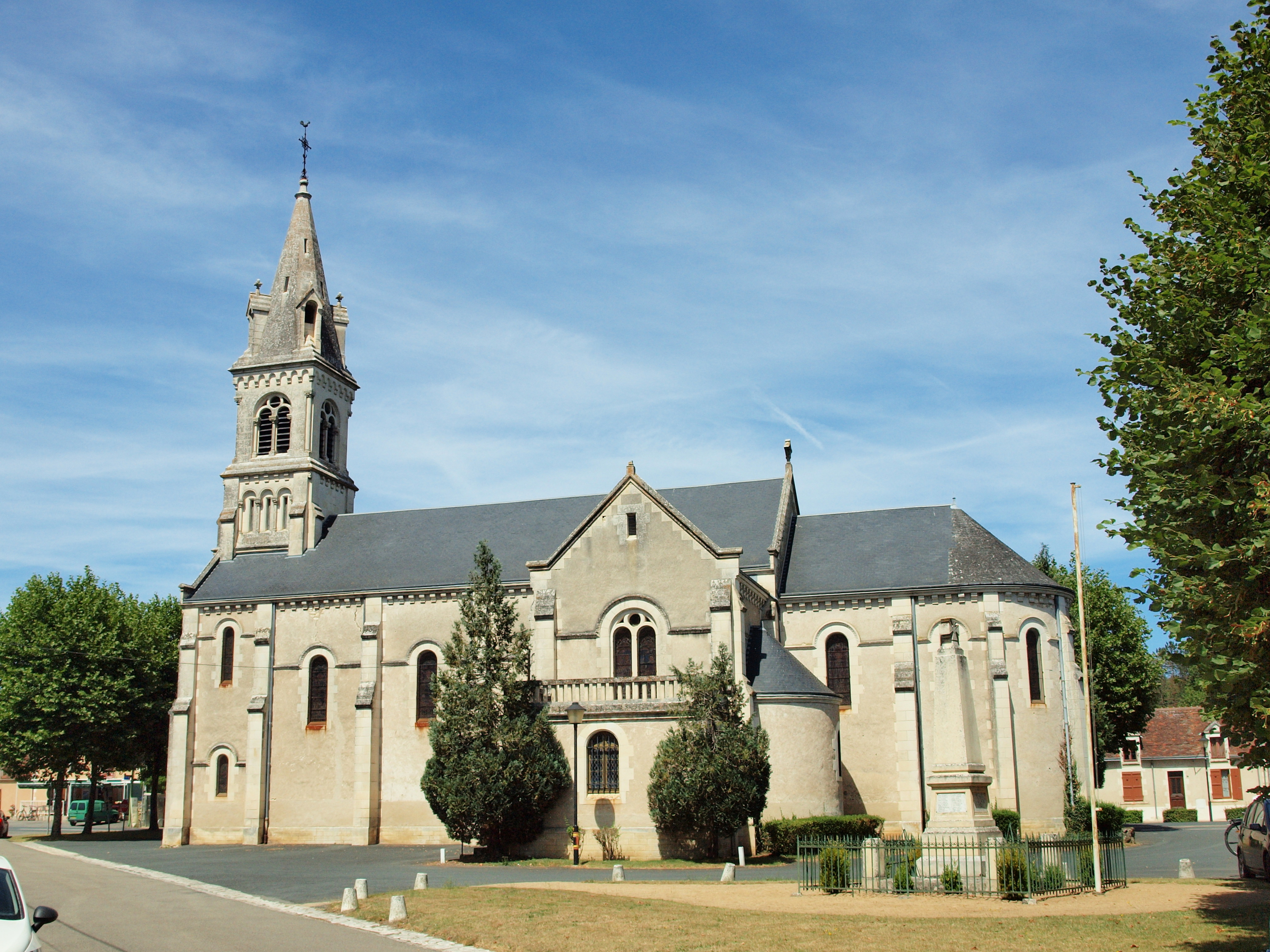
Kirche Saint-Alpinien
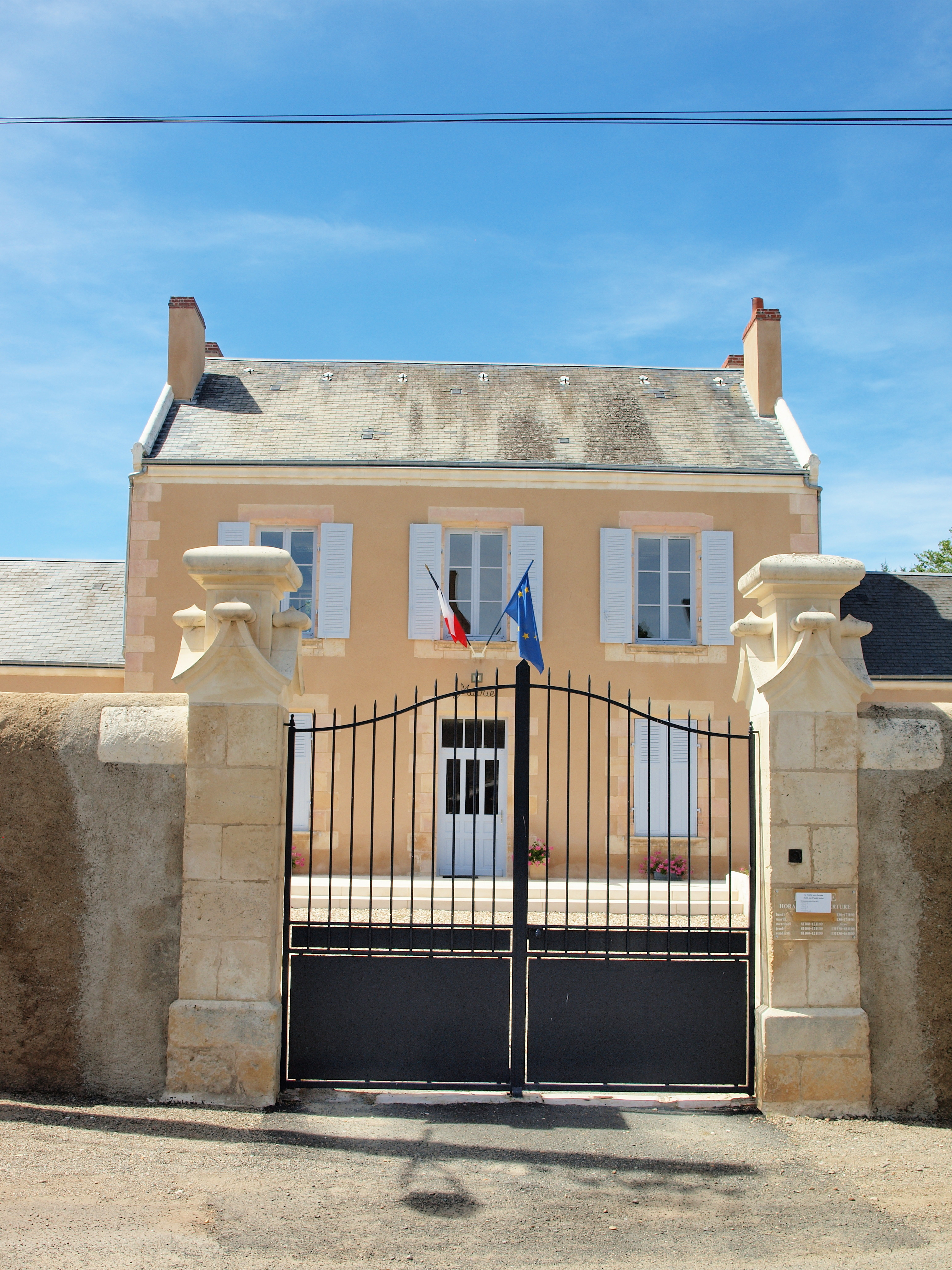
Mairie Ruffec